# Gorski apolon
Gorski ali rdeči apolon (znanstveno ime Parnassius apollo) je metulj iz družine lastovičarjev (Papilionidae).

## Opis
Gorski apolon običajno živi na nadmorskih višinah med 1000 in 2000 metri, kjer junija in julija leta po planinskih travnikih in pašnikih. Njegov razpoznaven znak so rdeče-črno obrobljene očesaste lise na zadnjih krilih, katerih osnovna barva je bela. Na prednjih krilih ima ta metulj črne okroglaste pege.
Samice do konca poletja odložijo jajčeca v bližino bele homulice, ki je najbolj pogosta hranilna rastlina apolonovih gosenic v Sloveniji. Te v jajčecih počakajo do pomladi, potem pa se izležejo. Po nekaj tednih, ko merijo v dolžino že približno 6 centimetrov, se spustijo na tla in se pod kamnom ali v skalni razpoki zabubijo. Razvoj gosenic in preobrazba sta v veliki meri odvisna od količine hrane, ki je na voljo, ter vremenskih razmer.